# Positive Matrix
In der Mathematik kommen positive Matrizen und nichtnegative Matrizen insbesondere in der Wahrscheinlichkeitstheorie, beispielsweise zur Beschreibung von Markow-Ketten, und in der Graphentheorie vor.

## Definition
Eine Matrix {\displaystyle \mathbf {X} =(x_{ij})} heißt nichtnegativ, wenn alle ihre Einträge nichtnegativ sind: 
{\displaystyle \mathbf {X} \geq 0\Longleftrightarrow \quad \forall {i,j}\quad x_{ij}\geq 0.}
Sie heißt positiv, wenn alle ihre Einträge positiv sind:
{\displaystyle \mathbf {X} >0\Longleftrightarrow \quad \forall {i,j}\quad x_{ij}>0.}

## Anwendungen
- Die Übergangsmatrix einer Markow-Kette ist eine nichtnegative Matrix.
- Die Adjazenzmatrix eines Graphen ist eine nichtnegative Matrix.

## Eigenwerte
Aus dem Satz von Perron-Frobenius folgt, dass eine positive Matrix einen positiven Eigenwert haben muss. Anders als bei total positiven Matrizen müssen aber nicht alle Eigenwerte positiv sein.

## Beispiele
Jede total positive Matrix ist positiv, eine positive Matrix muss aber nicht total positiv sein. Zum Beispiel ist die Matrix
{\displaystyle \mathbf {X} ={\begin{pmatrix}1&2\\1&1\end{pmatrix}}}
positiv, aber nicht total positiv: die Determinante ist negativ, die Eigenwerte sind {\displaystyle 1\pm {\sqrt {2}}}. Dasselbe Beispiel zeigt, dass eine positive Matrix nicht positiv definit sein muss. Umgekehrt muss eine positiv definite Matrix nicht positiv sein, wie das Beispiel 
{\displaystyle \mathbf {X} ={\begin{pmatrix}2&-1\\-1&2\end{pmatrix}}}
mit den Eigenwerten {\displaystyle 1} und {\displaystyle 3} zeigt.